# Radio Bemba (expression espagnole)
Pour les articles homonymes, voir Radio Bemba et Bemba.
À l’origine, « radios bembas » est une expression espagnole qui désignait, à Cuba, les informations éphémères et fragmentaires qui circulaient de bouche à oreille avant la révolution. En prison en particulier, les discours se transmettaient de cellule en cellule et de pavillon en pavillon, et constituaient la seule forme d’information dans le cadre carcéral des prisons cubaines.